# Thor Möger Pedersen

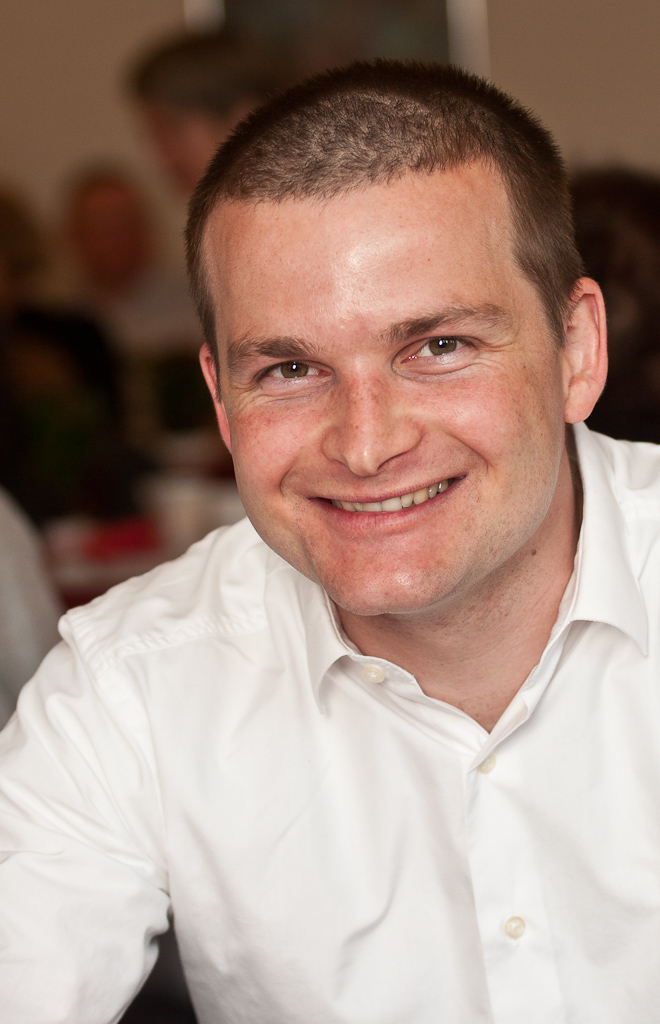
Thor Pedersen Möger

Thor Möger Pedersen (* 31. Januar 1985 in Valby) ist ein dänischer Politiker. Vom 3. Oktober 2011 bis 16. Oktober 2012 gehörte er für die Socialistisk Folkeparti (SF) als Minister für Steuern der Regierung von Ministerpräsidentin Helle Thorning-Schmidt an. Seit dem 27. Juni 2013 ist er Sozialdemokrat.

## Leben
Der Sohn des Managers Torben Möger Pedersen schloss seine Schulausbildung 2004 am Frederiksborg Gymnasium ab und begann anschließend ein Studium der Staatswissenschaften an der Universität Kopenhagen. Er engagierte sich danach weiter in der Danske Gymnasieelevers Sammenslutning (DGS), dem Zusammenschluss der Gymnasialschüler. 2005 wurde er zunächst Leiter des Sekretariats der Jugendorganisation der SF (Socialistisk Folkepartis Ungdom, SFU) und war im Anschluss von 2006 bis 2007 Mitglied des Exekutivausschusses der Organisation. Danach erfolgte seine Ernennung zum Kampagnenkoordinator im Sekretariat der SF. In dieser Funktion organisierte er den Wahlkampf der SF unter dem Vorsitzenden Villy Søvndal bei der Folketingswahl 2007.
Beim Parteitag der SF im April 2010 wurde der erst 25-jährige Möger Pedersen zum Vizevorsitzenden der Partei gewählt. Bei der Folketingswahl 2011 kandidierte er für ein Mandat im Folketing, erreichte allerdings nur 700 persönliche Stimmen und damit keinen Sitz im Parlament.
Am 3. Oktober 2011 berief ihn Ministerpräsidentin Thorning-Schmidt zum Minister für Steuern in die neugebildete Regierung Dänemarks. Mit 26 Jahren war er der bislang jüngste Minister Dänemarks.
Möger Pedersen lebt mit der Politikerin Nanna Westerby zusammen, das Paar hat ein gemeinsames Kind. Westerby war von 2007 bis 2008 Vorsitzende der sozialistischen Parteijugend SFU. Seine jüngere Schwester Gry Möger Poulsen war ab 2011 ebenfalls Vorsitzende der SFU, wechselte 2013 wie ihr Bruder zu den Sozialdemokraten.